# Alessandro Zilioli
Alessandro Zilioli (* 1596 in Venedig; † 1645 oder 1646 ebenda) war ein italienischer Historiker, der vor allem für die Jahre 1615 bis 1627 von Bedeutung ist, aber auch Schriftsteller und Dichter. Er schuf zudem das erste Überblickswerk über die italienische Dichtkunst.

## Leben
Zilioli, der zu den cittadini originari zählte, studierte Zivilrecht, Geschichte, Literatur. Er war ein Bewunderer von Giambattista Marino.
1622 verfasste er ein Heldengedicht, nämlich La Costantinopoli acquistata, wobei hier die osmanische Eroberung von 1453 gemeint war.
Sein Werk, die Vite de’ poeti italiani enthält Biographien von über 200 italienischen Dichtern, sowie ein Vorwort mit umfangreichen Einlassungen zur Entstehung der italienischen Sprache. Dabei ist es von besonderem Wert für die venezianischen Dichter, aber auch für diejenigen Poeten, die in ihren jeweiligen Dialekten schrieben, auch wenn er als nicht sehr zuverlässig gilt. Das Werk gilt als erstes Überblickswerk über die italienische Dichtkunst.
Alessandro Zilioli ist der Autor von Delle Istorie memorabili de Suoi Tempi (1646) in acht Büchern, die die Zeit von 1615 bis 1627 umspannen, und von Vite de’ poeti italiani (um 1630–1640), eines Werkes, das nie veröffentlicht und erst 2021 ediert wurde, das jedoch von vielen Gelehrten erwähnt wird.
Sein Hauptwerk, die Storie memorabili de Suoi Tempi … libri VIII, ist eine Fortsetzung der Geschichten von Giovanni Tarcagnota und Bartolomeo Dionigi da Fano. die Storie wurden von Maiolino Bisaccioni und Giambattista Birago Avogadro fortgesetzt, deren Werke normalerweise zusammen mit denen von Zilioli zu finden sind. Ziliolis Werk behandelt, wie der Titel bereits aussagt, die Zeit von 1615 bis 1627, und ist für diese wenigen Jahre der venezianischen Geschichte von hohem Wert.

## Werke
- Delle Istorie memorabili de Suoi Tempi, Venedig 1646. (Digitalisat)